# Хуан Итурбе
Хуан Мануел Итурбе Аревалос (на испански: Juan Manuel Iturbe Arévalos) е парагвайски футболист роден на 4 юни 1993 г., състезаващ се за мексиканския УНАМ под наем от Рома.
Медиите му дават прозвището „новия Меси“, заради многото му сходни черти като това, че е аржентинец, ниския ръст, добрия дрибъл и бързината с топката и головият му нюх.

## Клубна кариера

### Серо Портеньо
Итурбе започва клубната си кариера в парагвайския футболен отбор Серо Портеньо на 28 юни 2009 г., когато е на 16 години като влиза в игра срещу отбора на Либертад в мач от първенството на Парагвай.
До 17-годишна възраст не е имал професионален договор със Серо Портеньо. и по тази причина той тренира с аржентинския Килмес. През януари 2011 г., Итурбе потвърждава, че ще подпише с португалския клуб Порто като ще се присъедини към отбора, когато навърши 18 години. След постигане на съгласие между двете страни, той се завръща в Серо Портеньо през февруари, където остава до 18-ия си рожден ден през юни.

### Порто
През юни 2011 г. пристига в Португалия като дебютният му мач за Порто е на 15 октомври 2011 г. като титуляр при победата за своя отбор с 8:0 над Перо Пинейро.
През април 2012 г. вдига за втори път титлата в своята кариера, но този път с Порто и дори взима участие в мача, в който отбора му става шампион на Португалия. През юли същата година, вкара първия си гол за Порто в неофициалния мач от предсезонната подготовка срещу Селта Виго като преминава през половината терен, финтирайки няколко играча и успява да отбележи. Не му се дава много шанс за изява в Порто и за сезоните 2011/12 и 2012/13 изиграва едва 10 официални мача и нито един гол във всички турнири.

### Ривър Плейт
В края на декември 2012 г., след като е бил извикан в групата на Аржентина до 20 г., съобщава че не желае да се връща, защото е изиграл само 10 мача за два сезона, а и треньора на Порто не вижда място за него на този етап в отбора. Така Хуан подписва с Ривър Плейт под наем за шест месеца, а аржентинския клуб плаща 600 хил. долара за правата му. Прави дебюта си за Ривър Плейт на 17 февруари 2013 г. при победата с 1:0 над Естудиантес де Ла Плата. Отбеляза първият си гол за новия отбор на 24 февруари при победата на своя тим с 3:2 над Тигре.

### Верона
Итурбе се присъединява към италианския клуб Верона, който влиза през 2013 г. в Серия А като договора му е под наем за целия сезон 2013/14. Той вкара първия си гол за клуба от пряк свободен удар при победата над Ливорно с 2:1 на 29 септември 2013 година.
Добрите му игри през този сезон карат отбора на Верона да се възползва от клаузата към договора и да го закупят. Така на 27 май 2014 г. Верона съобщава на официалния си сайт, че Хуан Итурбе вече е официално техен играч. Сумата, за която е закупен е в размер на 20 млн. долара.

### Рома
На 16 юли 2014 г., официалният сайт на Рома обявява трансфера на Хуан Итурбе. Сделката е за 22 млн. евро и е за срок от 5 години.

## Национален отбор
След като е прекарал голяма част от живота си в Парагвай, Итурбе започва националната си кариера в младежкия национален отбор на Парагвай. На 16-годишна възраст е извикан в първия отбор от тогавашния треньор на Парагвай, Херардо Мартино за приятелския мач срещу Чили през 2009 г. и влиза като резерва в 73 минута на мача.
През май 2010 г. той се присъединява към екипа на Диего Марадона и Аржентина за спаринг преди Световното първенство по футбол същата година в Южна Африка.
През януари 2011 г., взима участие на шампионата в Южна Америка за младежи до 20 години в Перу, като защитава цветовете на Аржентина до 20 г. и дори отбеляза 3 гола в 9 мача. Неговото най-важно участие е на 6 февруари в срещата между Аржентина и Бразилия, а мачът завършва 2:1 в полза на „албиселесте“, в която играчът вкара гол (вторият) само след 23 минути игра.
През декември 2012 г. той отново е извикан за Аржентина до 20 г., за да участват в шампионата в Южна Америка за младежи до 20 години в Аржентина, а отбора е в Група А с Боливия, Чили, Колумбия и Парагвай. Първите два мача от групата ги губят с резултати от 0:1 и 1:2, съответно от Чили и Парагвай, докато в третия мач завършват 2:2 срещу Боливия, но в никой от тези мачове не успява да отбележи и да помогне на отбора. Чак в четвъртия мач от групата срещу Колумбия и победата с 3:2 успява да се разпише с глава в 46 минута на срещата, но отбора му събира само 4 точки и се класира на 4-то място като по-този начин отпада от турнира.

## Успехи

### Клубни
Серо Портеньо
- Шампион на Парагвай: 2009

 Порто
- Шампион на Португалия (2): 2011/12, 2012/13
- Суперкупа на Португалия: 2012